# Вірівка (Бериславський район)
Ві́рівка — село в Україні, у Тягинській сільській громаді Бериславського району Херсонської області. Населення становить 495 осіб.

## Населення
За даними всеукраїнського перепису населення 2001 року у селі мешкало 495 осіб.

### Мовний склад
Рідна мова населення за даними перепису 2001 року:
| Мова       | Чисельність, осіб | Доля     |
| ---------- | ----------------- | -------- |
| Українська | 464               | 93,74 %  |
| Російська  | 21                | 4,24 %   |
| Молдовська | 6                 | 1,22 %   |
| Інше       | 4                 | 0,80 %   |
| Разом      | 495               | 100,00 % |